# فریک، ارمنستان
فریک (به ارمنی: Ֆերիկ) یک روستا در ارمنستان است که در استان آرماویر واقع شده‌است. این روستا که قبلاْ کوره‌کندی نام داشت، به افتخار فریک پولادبکف بدین نام نامگذاری شده‌است. در حدود ۸۲ درصد از جمعیت روستا (۲۵۴ نفر) را کُردهای پیروی دین ایزدی تشکیل می‌دهند. روستای فریک در کیلومتری شمال آرماویر، مرکز استان آرماویر واقع شده است.

## خصوصیات
فریک ۳۱۰ نفر جمعیت دارد و در ارتفاع  متر بالاتر از سطح دریا قرار گرفته‌است.